# Struve 2398
Struve 2398 is een dubbelster van twee rode dwergen in het sterrenbeeld draak op 11,49 lichtjaar van de zon.

## Bron
- Dit artikel of een eerdere versie ervan is een (gedeeltelijke) vertaling van het artikel Struve 2398 op de Engelstalige Wikipedia, dat onder de licentie Creative Commons Naamsvermelding/Gelijk delen valt. Zie de bewerkingsgeschiedenis aldaar.